# 陳獻赤
陳獻赤（17世紀—17世紀），字公甫，江西南康府星子縣人，明朝政治人物。

## 生平
陳獻赤是崇禎十五年（1642年）壬午科江西鄉試第十四名舉人，授南昌教諭，講學有方，教育不倦，士人嚮往，辭官回鄉後星子人多受他教化，康熙十八年（1679年）自學校公舉入祀鄉賢祠。

## 引用
1. 1 2  同治《星子縣志·卷十·人物志上》：陳獻赤，字公甫，性孝友端重，崇禎壬午舉於鄉，任南昌教諭，講學有方，訓迪不倦，士趨嚮之，歸里後鄉黨多受其化導，康熙十八年學校公舉，奉府批送，崇祀鄉賢祠。